# Andrzej Piasecki (urzędnik)
Andrzej (Jędrzej) Piasecki herbu Janina – stolnik brzeskolitewski w latach 1613–1639, sędzia grodzki brzeskolitewski w latach 1612–1613.
Był elektorem Władysława IV Wazy z województwa brzeskolitewskiego w 1632 roku.